# Comité de Defensa de la Democracia
Comité para la Defensa de la Democracia (en polaco: Komitet Obrony Demokracji, KOD) es un movimiento cívico, surgido en Polonia a finales del año 2015 como respuesta ante una serie de medidas, consideradas antidemocráticas, adoptadas por el gobierno del partido conservador Ley y Justicia tras obtener en mayo de 2015 la presidencia de la república y la mayoría absoluta en las elecciones generales celebradas en octubre del 2015.

## Fundación
El 18 de noviembre de 2015 el escritor Krzysztof Łoziński, en el artículo titulado “Hay que fundar un KOD (Comité de Defensa de la Democracia)”, propuso, ante lo que consideraba evidentes intentos de desmontar las instituciones democráticas en Polonia, fundar el Comité de Defensa de la Democracia, haciendo referencia al histórico Comité de Defensa de los Obreros (KOR), activo en Polonia entre los años 1976 y 1977. Al día siguiente Mateusz Kijowski, informático y activista social, creó en Facebook un grupo llamado Komitet Obrony Demokracji. Tres días más tarde el grupo contaba ya con 30 mil miembros.

El 26 de noviembre de 2015, durante el primer encuentro de los seguidores del KOD, al que acudieron unas 200 personas, se tomó la decisión de constituir una asociación y se definieron los grupos de trabajo. 
El 2 de diciembre de 2015 tuvo lugar la reunión fundacional de la Asociación “Comité de Defensa de la Democracia”, durante la cual se aprobaron los estatutos, se eligió la junta directiva provisional y otros órganos de gobierno.

## Noviembre 2015
El 26 de noviembre el Comité publicó la Carta abierta al Presidente de la República, Andrzej Duda, instándolo a respetar la decisión del parlamento polaco y permitir que los magistrados elegidos para el Tribunal Constitucional en la anterior legislatura tomen posesión de su cargo.

## Diciembre 2015
La primera protesta organizada por el KOD tuvo lugar el 3 de diciembre de 2015 en Varsovia, junto a la sede del Tribunal Constitucional, reivindicando su función de intérprete supremo e independiente de la Constitución.
La siguiente manifestación, en defensa de las instituciones democráticas y la independencia del poder judicial, se organizó el 12 de diciembre de 2015 bajo el lema de “Ciudadanos para la Democracia”. En Varsovia, según diferentes fuentes, contó con alrededor de 20 mil o hasta 50 mil asistentes. Ese mismo día salieron a las calles los habitantes de otras ciudades principales del país: Breslavia, Posnania y Szczecin (alrededor de 2000 personas) y Lublin (unas 500 personas). Se organizó también una protesta junto a la embajada polaca en Bruselas Al día siguiente en Gdansk, en la Plaza de la Solidaridad, se concentraron unas 3000 personas.
Los principales medios de comunicación extranjeros se hicieron eco de la movilización de los ciudadanos polacos.
Una semana más tarde, el 19 de diciembre, las concentraciones, bajo el mismo lema “Ciudadanos para la Democracia”, se celebraron en 23 ciudades polacas (entre otras en Varsovia, delante de la sede del Congreso de los Diputados, Cracovia, Breslavia, Posnania, Lublin, Czestochowa), así como frente a embajadas y consulados de Polonia en el extranjero.

## Enero 2016

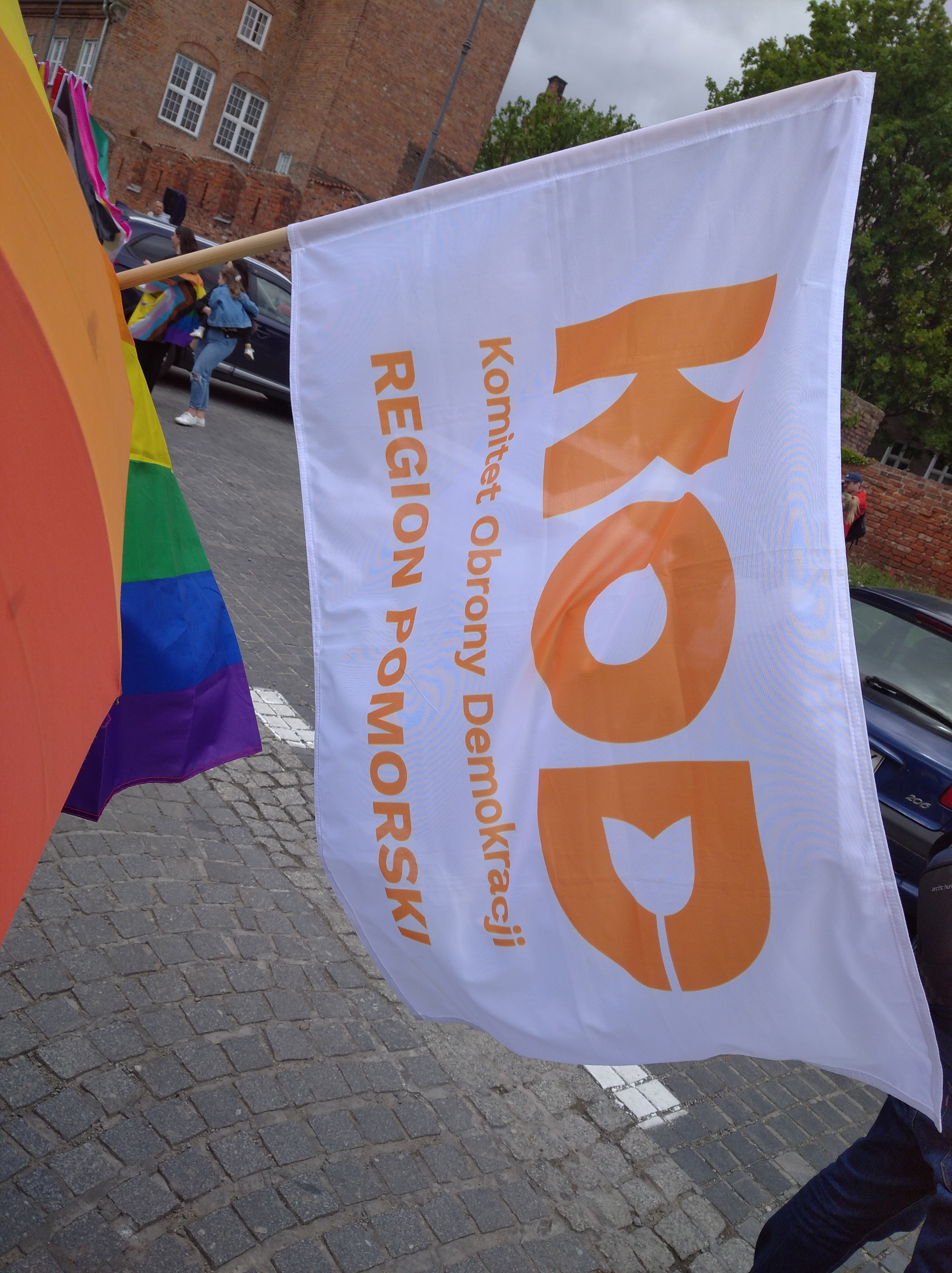
Bandera de KOD.

El 7 de enero del 2016 el presidente de la República firmó la ley que refuerza el control del gobierno sobre los medios de comunicación y cambia el sistema de nombramientos de los directivos de la radio y televisión públicas. El 9 de enero, en las ciudades más importantes del país, así como en Praga, Londres y Estocolmo, los ciudadanos se manifestaron contra esos cambios bajo el lema "Medios Libres”.
A finales de diciembre de 2015 KOD anunció que promovería una iniciativa legislativa popular para la reforma de la Ley del Tribunal Constitucional y que llevaría a cabo la recogida de firmas necesarias para tramitarla. El 12 de enero del 2016 se entregó al presidente del Congreso la documentación referente a la creación de la iniciativa.
El 13 de enero KOD, junto con la fundación “Acción Democracia”, hicieron un llamamiento a las autoridades polacas, “No toquéis nuestra privacidad”, en el cual se pronunciaron contra la reforma de la ley de Policía que otorga a las autoridades policiales el derecho a acceder, recabar y procesar los datos de Internet, incluida la correspondencia privada y la actividad en la red, sin el consentimiento previo de un juez.
El 19 de enero, el día del debate sobre la situación en Polonia en el Parlamento Europeo en Estrasburgo, la representación del KOD, liderada por Mateusz Kijowski, celebró una ronda de reuniones con los jefes de los principales grupos, entre otros con el liberal Guy Verhofstadt, Rebecca Harms del Partido Verde Europeo, Esteban González Pons del Partido Popular Europeo, Josef Weidenholzer y Javier Moreno Sánchez, ambos del grupo Alianza Progresista de Socialistas y Demócratas.
El 23 de enero del 2016, en respuesta a la reforma de ley de Policía, KOD organizó en más de 40 ciudades de Polonia manifestaciones bajo el lema “En defensa de tu libertad”. Aparte de numerosas localidades polacas, se unieron a la protesta ciudades como Berlín, Bruselas, Londres, Melbourne, París, Estocolmo, Viena, San Francisco, Los Ángeles y Seattle. En Varsovia participaron en la manifestación los activistas del antiguo Comité de Defensa de los Obreros, así como representantes de la oposición húngara, entre ellos sociólogo Balázs Gulyás, famoso por organizar en el 2014 una protesta multitudinaria en Hungría contra el proyecto de gravar el acceso a internet.